# Hot Space
„Hot Space“ е деветият студиен албум на британската рок група Куийн издаден през 1982 година. Маркира се значителна промяна в посоката на работата им, Куийн вземат много елементи от диско, поп музика, R&B и денс, които са частично повлияни от успеха на своят хит „Another One Bites the Dust“ от 1980 г. Това прави албума по-малко популярен сред феновете, които предпочитат традиционния рок, с който асоциират групата.
Групата решава да запише албум с денс ориентации заради огромния успех в САЩ на „Another One Bites the Dust“ (и в по-малка степен за успеха в Обединеното кралство). Докато вторият сингъл от албума „Body Language“ е по върховете на в класациите на САЩ.
„Under Pressure“ е записана със сътрудничество на Дейвид Бауи, е издадена през 1981 г., в навечерието на албума с нов противоречив звук на Куийн (диско повлияна рок музика). Сингълът е добре приет от феновете, достига #1 във Великобритания, а също така достига #29 в САЩ.

## Списък на песните
Страна А
1. Staying Power (Меркюри) – 4:12 *
2. Dancer (Мей) – 3:50
3. Back Chat (Дийкън) – 4:35 *
4. Body Language (Меркюри) – 4:32 *
5. Action This Day (Тейлър) – 3:32

Страна Б
1. Put Out the Fire (Мей) – 3:19
2. Life Is Real [Song for Lennon] (Меркюри) – 3:32
3. Calling All Girls (Тейлър) – 3:51 *
4. Las Palabras de Amor (The Words of Love) (Мей) – 4:31 *
5. Cool Cat (Дийкън/Меркюри) – 3:29
6. Under Pressure (Куийн/Бауи, 1981) – 4:04 *

## Състав
- Фреди Меркюри: водещи и беквокали, пиано
- Брайън Мей: китари, пиано
- Роджър Тейлър: барабани
- Джон Дийкън: бас